# Bacchisa andamanensis
Bacchisa andamanensis là một loài bọ cánh cứng trong họ Cerambycidae.